# 加利納 (新墨西哥州)
加利納（英語：Gallina）是位於美國新墨西哥州里奧阿里巴縣的普查規定居民點。

## 人口
根據2020年美國人口普查的數據，加利納的面積為16.32平方千米，當中陸地面積為16.30平方千米，而水域面積為0.01平方千米。當地共有人口299人，而人口密度為每平方千米18.32人。